# 7966 Richardbaum
7966 Richardbaum eller 1996 DA är en asteroid i huvudbältet som upptäcktes den 18 februari 1996 av den japanska astronomen Takao Kobayashi vid Ōizumi-observatoriet. Den är uppkallad efter den brittiske amatörastronomen Richard Myer Baum.
Asteroiden har en diameter på ungefär 14 kilometer och den tillhör asteroidgruppen Nysa.